# Pedro Dellacha
Pedro Rodolfo Dellacha (* 9. Juli 1926 in Lanús; † 31. Juli 2010 in Vicente López) war ein argentinischer Fußballspieler und späterer -trainer. Er nahm als Spieler an der Fußball-Weltmeisterschaft 1958 teil und gewann als Trainer unter anderem zweimal die Copa Libertadores.

## Spielerkarriere

### Vereinskarriere
Pedro Dellacha begann seine fußballerische Laufbahn im Jahre 1947 beim Verein Quilmes AC. Bei dem Verein, der als einer der ältesten in Argentinien gilt, spielte Dellacha bis 1951, ehe er sich dem Racing Club aus Avellaneda, einem industriellen Vorort von Argentiniens Hauptstadt Buenos Aires, anschloss. In sieben Jahren bei dem Verein, wo er unter anderem zusammen spielte mit anderen argentinischen Fußballgrößen der damaligen Zeit wie Omar Corbatta, Antonio Angelillo oder Pedro Manfredini wurde Dellacha 184 Mal vom Racing Club eingesetzt. 1957 wurde Dellacha als Argentiniens Sportler des Jahres ausgezeichnet. Der Abwehrspieler gewann in seiner letzten Saison, der Spielzeit 1958, seinen ersten und auch einzigen nationalen Titel als Spieler, als man den ersten Platz in der Primera División mit drei Punkten Vorsprung vor den Boca Juniors und CA San Lorenzo de Almagro, beide aus Buenos Aires, belegte. Im gleichen Jahr verließ Pedro Dellacha den Racing Club und ging nach Mexiko zu Necaxa, damals nicht in der ersten mexikanischen Liga. Mit dem Verein aus Aguascalientes gewann Dellacha 1960 die Copa Mexico, woraufhin man in die Primera División aufstieg. Dellacha spielte bis 1965 in Mexiko aktiv Fußball, ehe er seine Spielerkarriere beendete und eine erfolgreiche Trainerlaufbahn begann.

### Nationalmannschaft
Pedro Dellacha wurde in der argentinischen Fußballnationalmannschaft zwischen 1953 und 1958 35 Mal eingesetzt. Von Argentiniens Nationaltrainer Guillermo Stábile wurde er ins Aufgebot der Südamerikaner für die Fußball-Weltmeisterschaft 1958 in Schweden berufen. Bei dem Turnier, bei dem Dellacha als Kapitän der argentinischen Mannschaft fungierte, kam er in allen Spielen zum Einsatz. Für seine Mannschaft verlief die Weltmeisterschaft allerdings wenig erfolgreich, denn der amtierende Südamerikameister schied bereits in der Vorrunde durch einen letzten Platz in einer Gruppe mit Deutschland, Nordirland und der Tschechoslowakei aus. Nach der Weltmeisterschaft endete Dellachas Nationalmannschaftszeit. Zuvor hatte bereits zweimal die Copa América mit Argentinien gewonnen. 1955 in Chile wurde man Erster vor dem Gastgeber, zwei Jahre darauf in Peru gelang ein erster Rang vor Brasilien.

## Trainerkarriere
Nach Ende seiner aktiven Laufbahn wurde Pedro Dellacha Trainer. Er coachte zahlreiche Vereine, vor allem in Argentinien und Mexiko, aber auch vereinzelt in Kolumbien, Peru, Spanien und Uruguay. Seine größten Erfolge als Trainer feierte Dellacha in Diensten von CA Independiente, dem Lokalrivalen seines ehemaligen Vereins Racing Club. Mit Independiente gewann Dellacha 1971 die Primera División durch einen ersten Platz im Metropolitano-Wettbewerb mit einem Punkt Vorsprung vor CA Vélez Sársfield. Durch diesen Titel war der Verein für die Copa Libertadores des folgenden Jahres qualifiziert. Den Wettbewerb gewann Independiente mit Pedro Dellacha als Trainer durch ein 0:0 und 2:1 im Endspiel gegen Universitario de Deportes aus Perus Hauptstadt Lima. Im gleichen Jahr hätte Dellacha mit Independiente auch den Weltpokal gewinnen konnte, wo man jedoch gegen den europäischen Sieger im Europapokal der Landesmeister 1971/72, Ajax Amsterdam, unterlag. Danach wechselte Dellacha nach Spanien zu Celta Vigo, um nur ein Jahr später ohne nennenswerte Erfolge zu Independiente zurückzukehren. Dort gelang Dellacha gleich in seiner ersten Saison erneut der Gewinn der Copa Libertadores. 1975 siegte Independiente im Endspiel gegen Unión Española aus Chile. Kurz darauf wurde Dellacha vom Racing Club unter Vertrag genommen, nach einem Jahr dort ging er nach Uruguay zu Nacional Montevideo, wo er 1977 die Meisterschaft gewinnen konnte. Ferner konnte Dellacha noch zwei weitere nationale Meistertitel gewinnen, 1978 gewann er mit CD Los Millonarios die kolumbianische Meisterschaft, 1992 mit Alianza Lima die Primera División Peruana.